# 網走湖畔温泉
網走湖畔温泉（あばしりこはんおんせん）は、北海道網走市にある温泉。

## 泉質
- 単純温泉
  - 源泉温度57℃

## 温泉街
網走国定公園内、網走湖の東岸湖畔から天都山山麓にかけて旅館、ホテルが点在する。近代的なホテルが多いのが特徴である。
網走近辺の観光の拠点にもなっている。

## 歴史
1981年（昭和56年）9月に、ホテル網走湖荘が800 mのボーリングを実施して源泉を開発して開湯したことから、他の温泉と比べても比較的歴史が浅い。

## アクセス
- 石北本線呼人駅より徒歩または送迎バス
- 石北本線・釧網本線網走駅より網走バス美幌行・女満別空港行で約10〜13分
- 女満別空港より網走バス網走行で約17〜20分
  - 呼人駅前、養護学校入口、網走湖荘前、網走観光ホテル前下車
- 網走市街から国道39号を北見方面に10分程度